# Кубок Австрії з футболу 1921—1922
Кубок Австрії з футболу 1921—1922 — 4-й розіграш турніру. Переможцем змагань вперше став столичний клуб «Вінер АФ».

## Чвертьфінали
| Переможці  | Рахунок  | Переможені           |
| ---------- | -------- | -------------------- |
| «Вінер АФ» | 0:0, 2:0 | «Вінер Шпорт-Клуб»   |
| «Вієнна»   | 4:1      | «Вінер Шпортфройнде» |
| «Адміра»   | 1:0      | «Хакоах (Відень)»    |
| «Аматоре»  | 3:1      | «Слован»             |

## Півфінали
| Переможці  | Рахунок | Переможені |
| ---------- | ------- | ---------- |
| «Вінер АФ» | 6:0     | «Адміра»   |
| «Аматоре»  | 5:1     | «Вієнна»   |

## Фінал
| 2 липня 1922 |

| «Вінер АФ»           | 2 — 1      | «Аматоре»    |
| -------------------- | ---------- | ------------ |
| 43' Фішера 63' Клайн | (протокол) | 21' К.Конрад |

| «Гоге Варте», Відень Глядачів: 15 000 Арбітр: Густав Шмідт |

| Вінер       |                   |
|             |                   |
| ВР          | Отто Янцзік       |
| ЗХ          | Йозеф Горейс      |
| ЗХ          | Максиміліан Гольд |
| ПЗ          | Леопольд Гайнц    |
| ПЗ          | Карл Акаці        |
| ПЗ          | Франц Рої         |
| НП          | Антон Кройцер     |
| НП          | Альберт Клайн     |
| НП          | Герман Фіала      |
| НП          | Адольф Фішера     |
| НП          | Рудольф Бахмаєр   |
| Тренер:     |                   |
| Йозеф Гайст |                   |

| Аматоре       |                       |
|               |                       |
| ВР            | Шандор Кемень         |
| ЗХ            | Альберт Гейкенвельдер |
| ЗХ            | Александер Попович    |
| ПЗ            | Карл Курц             |
| ПЗ            | Єне Конрад            |
| ПЗ            | Карл Геєр             |
| НП            | Фрідріх Кек           |
| НП            | Фердінанд Сватош      |
| НП            | Кальман Конрад        |
| НП            | Франц Гансль          |
| НП            | Вільгельм Морокутті   |
| Тренер:       |                       |
| Карл Вертгейм |                       |